# 近畿地方のある場所について
『近畿地方のある場所について』（きんきちほうのあるばしょについて）は、背筋によるホラー小説、モキュメンタリー。2023年に小説投稿サイト「カクヨム」に投稿された作品で、2023年1月28日に第1話が、同年4月20日に第34話（最終話）が投稿された。
単行本は同年8月30日にKADOKAWAより出版された。単行本と内容が異なる『文庫版 近畿地方のある場所について』が2025年7月25日に角川文庫より刊行された。
コミカライズ版が『月刊コミック電撃大王』（同社刊）にて、碓井ツカサの作画により2024年1月号から連載中。映画版が2025年8月8日に公開された。

## 概要
消息を絶った友人を探すため情報を求める「私」の語りと、雑誌を中心とした様々なメディアから抜粋された近畿地方の「ある場所」に関する文章を、『近畿地方のある場所について』というタイトルの作品としてまとめた体裁をとる。

## 登場人物
小沢
出版社勤務。オカルト誌別冊◯◯◯◯の担当。後に行方不明となる。
背筋
作者、ライター。小沢の友人。

## 既刊一覧

### 小説
- 背筋『近畿地方のある場所について』2023年8月30日発売、KADOKAWA、ISBN 978-4-04-737584-0[1]
- 背筋『文庫版 近畿地方のある場所について』2025年7月25日発売、KADOKAWA、ISBN 978-4-04-102655-7[2]

### 漫画
- 碓井ツカサ（漫画）・背筋（原作）『近畿地方のある場所について』KADOKAWA〈電撃コミックスNEXT〉、既刊2巻（2025年7月26日現在）
  1. 2024年7月26日発売[7][8]、ISBN 978-4-04-915844-1
  2. 2025年7月26日発売[9]、ISBN 978-4-04-916487-9

## 評価
宝島社『このホラーがすごい！ 2024年版』で小田雅久仁『禍』と共に国内編第1位となった。

## 映画
2025年8月8日に公開された。監督は白石晃士、主演は菅野美穂と赤楚衛二。また、原作者の背筋も脚本協力として参加している。

### キャスト
- 瀬野千紘：菅野美穂
- 小沢悠生：赤楚衛二
- 凸劇ヒトバシラ：九十九黄助
- 佐山武史：夙川アトム

### スタッフ
- 原作：背筋『近畿地方のある場所について』（KADOKAWA）
- 監督：白石晃士
- 脚本：大石哲也、白石晃士[11]
- 脚本協力：背筋[11]
- 音楽：ゲイリー芦屋、重盛康平[13]
- 主題歌：椎名林檎「白日のもと」（ユニバーサル ミュージック）[14]
- 製作：桑原勇蔵、山田邦雄、松本拓也、遠藤徹哉、弓矢政法、髙橋紀行、加藤幸二郎、冨田賢太郎、野村英章、五十嵐淳之、桑原佳子[15][16]
- 製作統括：佐藤貴博[15][16]
- エグゼクティブプロデューサー：飯沼伸之[15][16]
- 企画・プロデューサー：櫛山慶[4][5][6]
- プロデューサー：伊藤裕史[15][16]
- 撮影：高木風太[15][16]
- 照明：後閑健太[15][16]
- 録音：根本飛鳥[15][16]
- 編集：堀善介[15][16]
- 美術：安宅紀史、田中直純[15][16]
- 装飾：森田夏海[15][16]
- 特殊メイク・特殊造型：千葉美生、遠藤斗貴彦[15][16]
- スタイリスト：遠藤和己、田中洋子、北川幸江[15][16]
- ヘアメイク：布野夕貴、箕輪亜希乃[15][16]
- アクションコーディネート：柴原孝典[15][16]
- CGデザイン：早野海兵[15][16]
- VFXスーパーバイザー：浅川翔太[15][16]
- VFXプロデューサー：菊地諒[15][16]
- 音響効果：大塚智子[15][16]
- 整音：田中俊[15][16]
- ポスプロスーパーバイザー：小島岳志、保木明元[15][16]
- アソシエイトプロデューサー：小池洋平[15][16]
- キャスティング：下鳥真沙[15][16]
- 宣伝プロデューサー：鎌田亮介、米澤孝浩[16]
- 助監督：古畑耕平[15][16]
- 制作担当：由利芳伸、三井久弥[15][16]
- 配給：ワーナー・ブラザース映画[4][5][6]
- 制作プロダクション：日テレアックスオン[16]
- 企画・製作幹事：日本テレビ放送網[16]
- 製作：「近畿地方のある場所について」製作委員会（日本テレビ放送網、ワーナー・ブラザース映画、読売テレビ放送、KADOKAWA、ジェイアール東日本企画、KDDI、日テレアックスオン、研音、トライストーン・エンタテイメント、ムービーウォーカー、バップ、札幌テレビ放送、宮城テレビ放送、静岡第一テレビ、中京テレビ放送、広島テレビ放送、福岡放送）[16]